# 켈시 그래머
켈시 그래머(Kelsey Grammer, 1955년 2월 21일 ~ )는 미국의 배우이다.

## 출연 작품
- 잠망경을 올려라
- 트랜스포머: 사라진 시대
- 심슨 사이드쇼 밥 성우
- 15분
- 익스펜더블 3 - 보나파르트 역
- 아기배달부 스토크 - 헌터 역 (목소리)
- 플레인 하이스트 - 다리우스 역
- 넷플릭스 오리지널 시리즈: 트롤헌터-아카디아의 전설- 블링키 역 (목소리)
- 넷플릭스 오리지널 시리즈: 위저드- 블링키 역 (목소리)